# Asclepias texana
Asclepias texana är en oleanderväxtart som beskrevs av Heller. Asclepias texana ingår i släktet sidenörter, och familjen oleanderväxter. Inga underarter finns listade i Catalogue of Life.